# Birdbrook
Birdbrook is een civil parish in het bestuurlijke gebied Braintree, in het Engelse graafschap Essex met 397 inwoners.